# Югина мала
Юги́на мала (Yuhina nigrimenta) — вид горобцеподібних птахів родини окулярникових (Zosteropidae). Мешкає в Гімалаях і Південно-Східній Азії.

## Опис

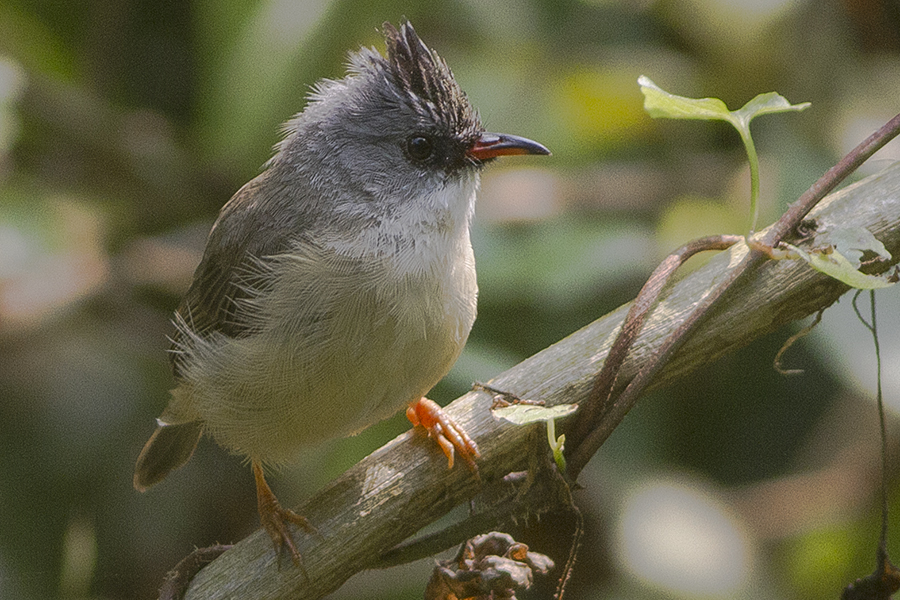
Мала югина

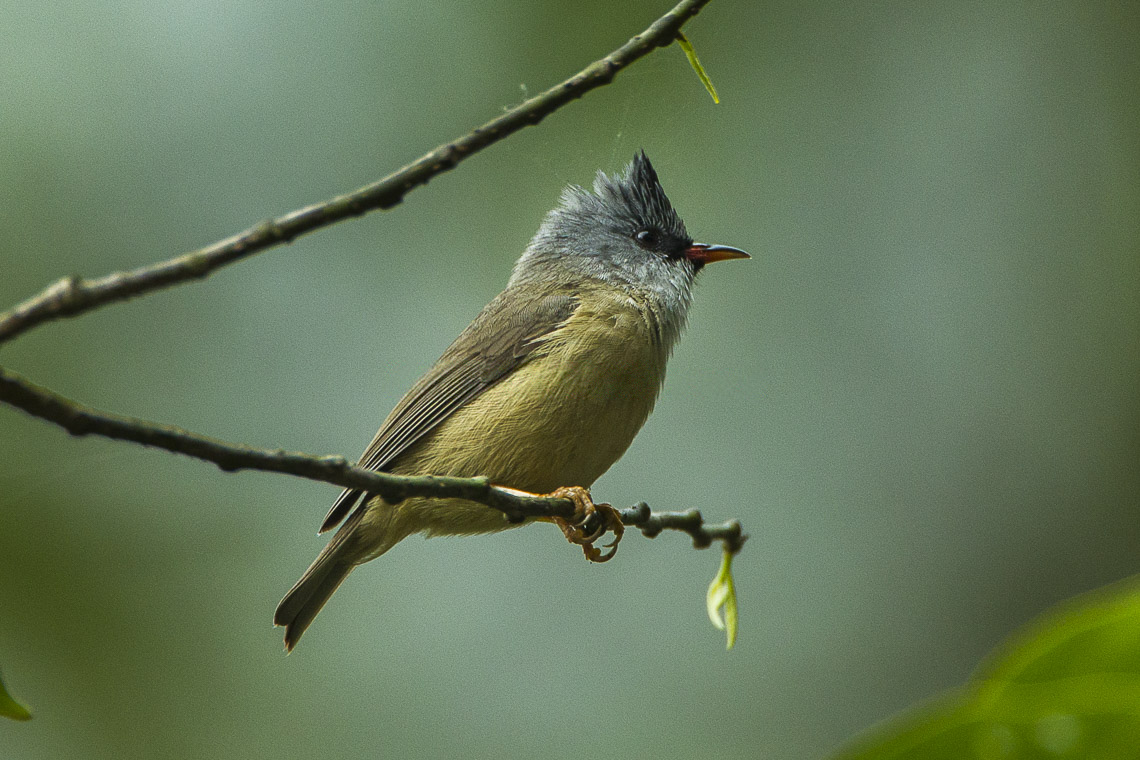
Малі югини

Довжина птаха становить 9-10 см, вага 8-14 г.. Верхня частина тіла тьмяна, сіро-зеленувато-коричнева, нижня частина тіла охриста. Голова сіра, від дзьоба до очей ідуть темні смуги. На голові темний, смугастий чуб. Дзьоб вузький, червоний.

## Поширення і екологія
Малі югини мешкають в Гімалаях (на схід від Гарвалу в штаті Уттаракханд, на території Індії, Непалу, Бутану і Тибету), в західній і північній М'янмі, на півночі і сході Бангладеш, в горах Лаосу, В'єтнаму і східної Камбоджі та на півдні і південному сході Китаю. Вони живуть у вологих гірських і рівнинних тропічних лісах. Зустрічаються зграйками до 20 птахів, на висоті від 200 до 2300 м над рівнем моря. Іноді приєднуються до змішаних зграй птахів. Живляться комахами та іх личинками, а також ягодами, насінням і нектаром. Сезон розмноження в Індії триває з березня по липень. Гніздо чашоподібне, зроблене з моху, підвішується до гілки або бамбука. В кладці від 3 до 6 яєць.